# Sainsbury’s

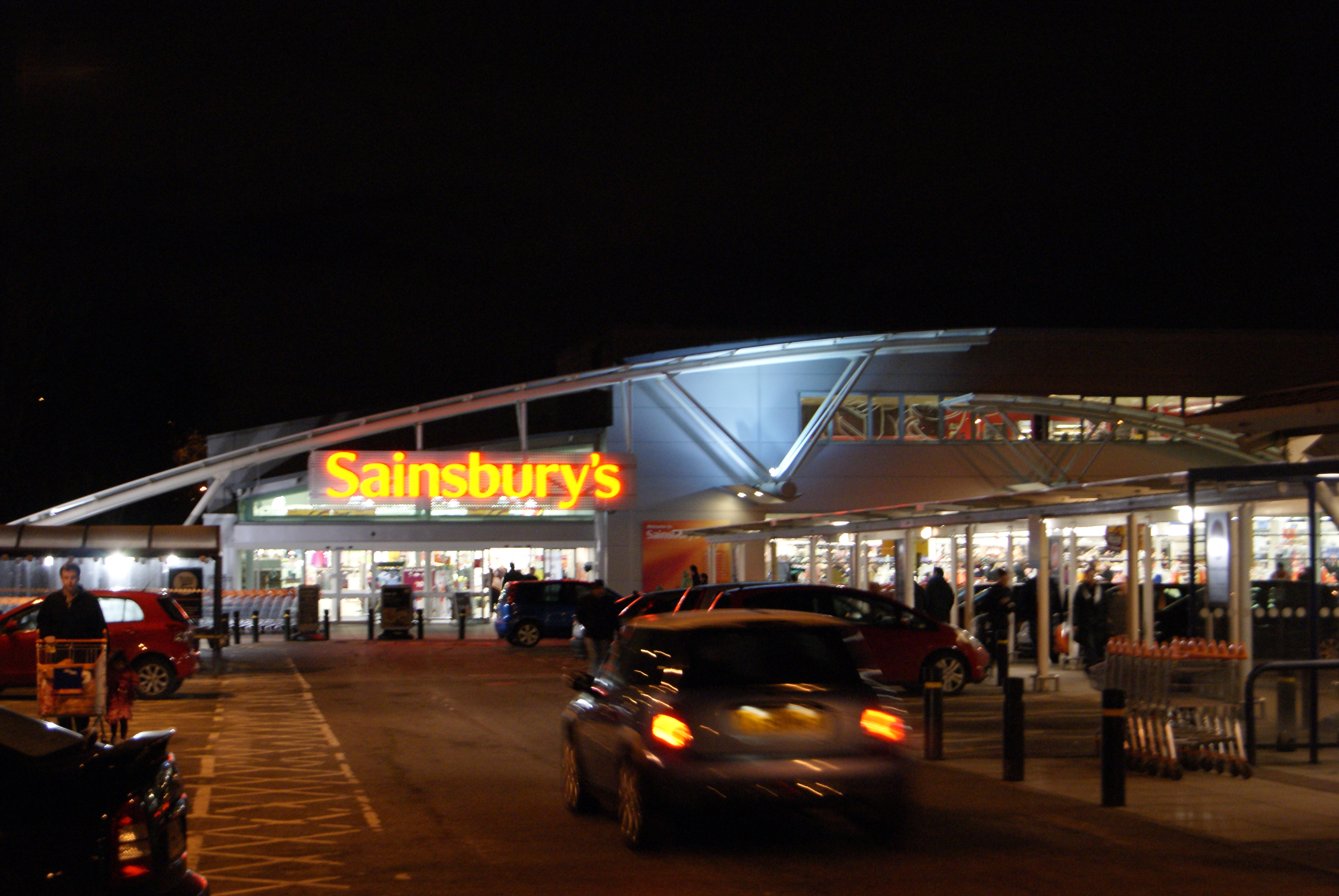
Sainsbury’s, Moor Allerton, Leeds.

Sainsbury’s är en stormarknadskedja ägd av J. Sainsbury plc (LSE: SBRY) och är Storbritanniens tredje största kedja med en marknadsandel på 16,3 procent.
Sainsbury’s grundades 1869 av John James Sainsbury och hans fru Mary Ann (född Staples) i London och växte snabbt under den viktorianska eran. Kedjan växte till att bli den största livsmedelskedjan år 1922 och var en pionjär när det kom till självbetjäning i Storbritannien. Sainsbury’s glansdagar var under 1980-talet. Under 1990-talet förlorade Sainsbury’s sin ställning på marknaden till Tesco. 2003 blev Asda tvåa och degraderade Sainsbury’s till tredje plats. 
Under 2000-talet har Sainsbury’s genomgått en förändring och 2005 introducerades en ny slogan ”Try something new today”. Strategin har i viss mån lyckats. Julhandeln 2009 var lyckosam för Sainsbury’s med ökad försäljning.